# Roy Andersson
Roy Arne Lennart Andersson, més conegut com a Roy Andersson   (Göteborg, 31 de març de 1943) és un director de cinema, guionista i publicista suec.
El seu cinema, sempre preocupat per la condició humana, és qualificat com a comèdia i tragicomèdia surrealista que arriba a fregar l'esperpent. Roy Andersson té una visió de la vida plena d'humor absurd i de vegades macabre amb clars elements psicològics i una subtil crítica social.

## Dades professionals
Ha treballat durant la majoria de la seva carrera professional com a publicista (ha dirigit més de 400 anuncis comercials i dos curtmetratges) i director de cinema.
Durant els seus anys com a publicista i editor d'anuncis comercials va desenvolupar una imatge i un llenguatge narratiu construït amb preses molt llargues en pantalla completa, que segueixen caracteritzant la seva manera de fer cinema.

### Una història d'amoriGiliap
És reconegut per les seves pel·lícules En kärlekshistoria (Una història d'amor), un film neorealista, que és considerat la preferida per part de l'autor. Va seguir amb el drama existencial Giliap, que no fou tan exitós i que va trencar la carrera d'Andersson.

### ProductoraStudio 24
Va seguir treballant en curtmetratges comercials publicitaris amb els que va tenir èxit i va fundar el 1980 la seva pròpia productora, anomenada Studio 24, que li ha proporcionat un absolut control creatiu sobre les seves produccions que es manifestarà en la trilogia: Cançons des del segon pis, la Comèdia de la Vida i Un colom es va posar sobre una branca a reflexionar sobre l'existència amb què va aconseguir trobar el seu estil personal, caracteritzat per escenes independents i preses llargues.

### La trilogia de la vida
Aquest llenguatge cinematogràfic es va convertir en el segell distintiu de les pel·lícules considerades com a extravagants i aclamades en la trilogia de llargmetratges que va realitzar durant la dècada de 2000. La primera pel·lícula de la trilogia és Cançons des del segon pis (2000). Entre altres distincions, va guanyar cinc Guldbaggar i el premi del jurat al Festival de Cinema de Canes. Les següents pel·lícules de la trilogia són la Comèdia de la Vida (2007) i En duva satt på en gren och funderade på tillvaron (Un colom es va posar sobre una branca a reflexionar sobre l'existència); aquest darrer film va ser guardonat, essent la primera pel·lícula sueca, amb el Lleó d'Or al Festival de Cinema de Venècia de 2014.

### Sobre l'infinit
Al novembre de l'any 2018, va rebre un reconeixement al Festival de Cinema Europeu de Sevilla, on va parlar de el projecte de la pel·lícula Om det oändliga (Sobre l'infinit), en aquell moment en fase muntatge, que era una adaptació del llibre de Les mil i una nits; la pel·lícula va ser estrenada el 2019.

## Filmografia
- 1967 - Besöka sin son[9][10]
- 1968 - Den vita sporten[11][12]
- 1968 - Hämta en cykel[13]
- 1969 - Lördagen den 5-10[14]
- 1970 - En kärlekshistoria (Una historia d'amor)[15]
- 1975 - Giliap[4]
- 1979 - Så fruktansvärt onödigt[16]
- 1980 - Tryggare kan ingen vara[17]
- 1987 - Någonting har hänt[18]
- 1991 - Härlig är jorden (Encantadora és la terra)[19]
- 2000 - Sånger från andra våningen (Cançons des del segon pis)[20]
- 2007 - Du levande (La Comèdia de la Vida)[21]
- 2014 - En duva satt på en gren och funderade på tillvaron (Un colom es va posar sobre una branca a reflexionar sobre l'existència)[22]
- 2019 - Om det oändliga (Sobre l'infinit)[8]